# Oddone di Sully
Oddone di Sully (in francese Odon de Sully, in latino Odo de Soliaco; ... – 1208) fu vescovo di Parigi dal 1197 al 1208.

## Famiglia
Era figlio di Oddone Archambaud di Sully e di Matilde di Baugency. Suo fratello Henri era arcivescovo di Bourges.

## Vita
Sulla scena politica, Oddone entrò in conflitto con Filippo II di Francia, a causa dell'intenzione di quest'ultimo di ripudiare la moglie.
Come uomo di Chiesa, continuò i lavori di costruzione della cattedrale di Notre-Dame; è considerato il primo ad aver enfatizzato l'importanza dell'elevazione dell'ostia durante la Messa. Nel 1175 proibì la comunione ai bambini.
Tentò di regolamentare le celebrazioni nella sua cattedrale contro i guitti, le maschere e l'uso eccessivo del suono delle campane, il Natale  e la Festa dei folli. Ha anche provato a vietare gli scacchi.
Oddone è noto anche per la sua promozione della polifonia in chiesa e per la musica di Pérotin.
Fu uno dei fondatori dell'abbazia che in seguito divenne Port-Royal des Champs.

## Sepoltura
Alla sua morte, nel 1208, Sully fu sepolto in un sarcofago di pietra fuori terra collocato nel coro di Notre-Dame. La posizione della tomba era insolitamente prominente, direttamente al centro della prima doppia campata del coro, ovvero circa otto metri dietro l'attuale altare maggiore. Il sarcofago era coperto da una lastra di rame che poggiava su quattro gambe e presentava una scultura in rilievo del vescovo e due angeli, opera di Étienne de Boisses. La tomba rimase in questo luogo per 491 anni prima di essere rimossa durante i lavori di ristrutturazione diretti da Robert de Cotte. Di questa prima tomba prima che scomparisse fu effettuato un disegno da Roger de Gaignières.
De Sully, insieme a molti altri sepolti nel coro di Notre-Dame, fu reinterrato il 6 giugno 1699 in una fossa comune nell'abside.

## Opere
I decreti sinodali di Oddone, già raccolti dal Migne nella Patrologia Latina, compaiono nel volume 22 della Sacrorum conciliorum nova et amplissima collection di Giovanni Domenico Mansi, 53 voll. , Graz: Akademische Druck- u. Verlangsanstalt, 1961. Più recentemente Odette Pontal ne ha prodotto un'edizione critica in Les statuts synodaux Français du XIIIe siècle. Tomo 1: Les Statuts de Paris et le synodal de l'ouest. Parigi: Bibliothèque Nationale, 1971.